# It's All Coming Back to Me Now
«It's All Coming Back to Me Now» —en español: «Ahora me acuerdo de todo»— es una canción interpretada por la cantante canadiense Céline Dion, es el primer sencillo del cuarto álbum de estudio en inglés, Falling into You (1996). Jim Steinman produjo la pista, con Steven Rinkoff y Roy Bittan como coproductores. Los colaboradores de Bat Out of Hell y Meat Loaf, Todd Rundgren, Eric Troyer, Rory Dodd, Glen Burtnick y Kasim Sulton, proporcionaron coros. Esta versión utilizó una versión modificada de la pista original de Pandora's Box, con las voces de Caswell y ciertos pasajes instrumentales eliminados.
Alcanzó el número dos en la lista Billboard Hot 100 durante cinco semanas (tres semanas detrás de «Macarena» de Los del Río y dos semanas detrás de «No Diggity» de Blackstreet), convirtiéndose en el trigésimo cuarto mayor éxito número dos de todos los tiempos en el Hot 100. La versión completa de la canción, que aparece en Falling into You, dura siete minutos y treinta y siete segundos. Se hizo una versión editada para radio, que aparece en todas las ediciones del primer álbum de grandes éxitos en inglés de Dion, All the Way... A Decade of Song (1999), y dura cinco minutos y treinta y dos segundos.
Según The Sunday Times, Andrew Lloyd Webber le dijo a Steinman que pensaba que esta canción era «la mayor balada de amor jamás escrita» y, al escuchar la versión de Dion, supuestamente dijo: «Este será el disco del milenio». En una entrevista con la Canadian Broadcasting Corporation, Elaine Caswell comentó que sintió una gran sorpresa al escuchar la versión de Dion, a menudo dejando un lugar, como lavanderías, en lágrimas cuando la canción sonaba. Caswell se encontró más tarde con Dion cuando se unió a ella para grabar una versión de «River Deep – Mountain High». La cantante reveló que había escuchado las voces de Caswell en la versión original y esperaba poder igualar su voz.
La canción también se incluyó en la recopilación de grandes éxitos de Dion en 2008, My Love: Essential Collection. Las actuaciones en vivo se pueden encontrar en los álbumes A New Day... Live in Las Vegas y Taking Chances World Tour: The Concert. Dion interpretó esta canción durante su gira Falling Into You: Around the World 1996–1997, Let's Talk About Love World Tour 1998–1999, Taking Chances World Tour 2008–2009, y en dos residencias en Las Vegas, A New Day... y Celine, así como en Tournée Européenne 2013, Summer Tour 2016, la gira europea de 2017 y su gira de 2018. También la interpretó durante su concierto de British Summer Time en el Hyde Park de Londres el 5 de julio de 2019, y abrió su espectáculo Courage World Tour 2019–2020 con esta canción.

## Recepción de la crítica
La versión de Dion recibió aclamación crítica generalizada. Stephen Thomas Erlewine, editor de AllMusic, la destacó como una de las mejores junto con «Falling into You», elogiando: «Céline brilla en épicas simuladas como "It's All Coming Back to Me Now" de Jim Steinman». Larry Flick, de Billboard, preguntó: «¿Hay alguna diva pop más popular que Dion en este momento?». Añadió: «Talentos menores podrían haberse visto abrumados por sus melodramáticos arreglos, pero Dion se eleva a la ocasión con una interpretación que sobrepasa la instrumentación con un delicioso toque teatral».
Un crítico del Calgary Sun afirmó: «[La canción] es sin duda el punto culminante de su carrera de grabación en inglés. Las vocales exageradas de Céline se elevan y se deslizan por el ostentoso y épico arreglo de Steinman. No sorprende que todo lo demás que sigue... palidezca en comparación». Pip Ellwood-Hughes, de Entertainment Focus, la calificó como «una de las mejores canciones que la cantante ha grabado. Muestra la potencia de su voz así como la sutil emoción que puede transmitir en los momentos más tranquilos. La canción es nada menos que una ópera rock y Dion es la persona perfecta para cantarla».
Eye Weekly de Toronto dijo que la «fatal ausencia» de Steinman en el último disco de Meat Loaf está «finalmente justificada aquí». Dave Sholin, de The Gavin Report, consideró que el «estilo dramático de escritura de Steinman se funde perfectamente con su poderosa voz, dando a esta producción una calidad increíblemente apasionada». The Miami Herald mencionó que Dion «noquea a un par de oponentes... [la canción] cuenta con siete minutos de bombasticidad wagneriana, acordes de piano que retumban y una emotividad que dejaría en ridículo a una diva de ópera. Claro, es excesivo, pero es apasionado y musical».
La revista británica Music Week la calificó con cuatro de cinco estrellas, eligiéndola como el Sencillo de la Semana. El crítico añadió: «No necesitas ser un genio musical para identificar este melodramático crecimiento como un número de Jim Steinman y, aunque el estilo exagerado no es del gusto de todos, esto debería ser un gran éxito». Stephen Holden, de The New York Times, escribió: «El melodrama alcanza su punto máximo con dos producciones exageradas de Jim Steinman: "It's All Coming Back to Me Now", un flashback romántico repleto de truenos...». La revista People afirmó que literalmente, «despega el CD con un potente acorde de piano seguido de siete minutos de melodrama wagneriano, con el cristalino soprano de Dion creciendo y temblando con un abandono operístico digno de la escena de la inmolación del ciclo del Ring». Richmond Times-Dispatch la eligió como una de las mejores pistas del álbum Falling into You. Sun-Sentinel la destacó como «lícitamente y musicalmente hermosa» y dijo que «esta balada de casi ocho minutos establece el ritmo para este álbum con el canto emocional de Dion». Christopher Smith, de TalkAboutPopMusic, la llamó «el mayor espectáculo» del álbum y «un álbum completo en sí mismo».
Sin embargo, algunas críticas fueron menos entusiastas. Después de calificar a Céline como «una freak vocal entre Madonna y Meat Loaf», The Vancouver Sun describió la canción como «intensamente autoindulgente, pomposamente importante y mediática más allá de lo creíble; la canción simplemente nunca termina». The Ottawa Sun la calificó de 'turgente', mientras que The Toronto Sun, casualmente, dijo que «suena como un rechazo de Meat Loaf».

## Vídeo musical

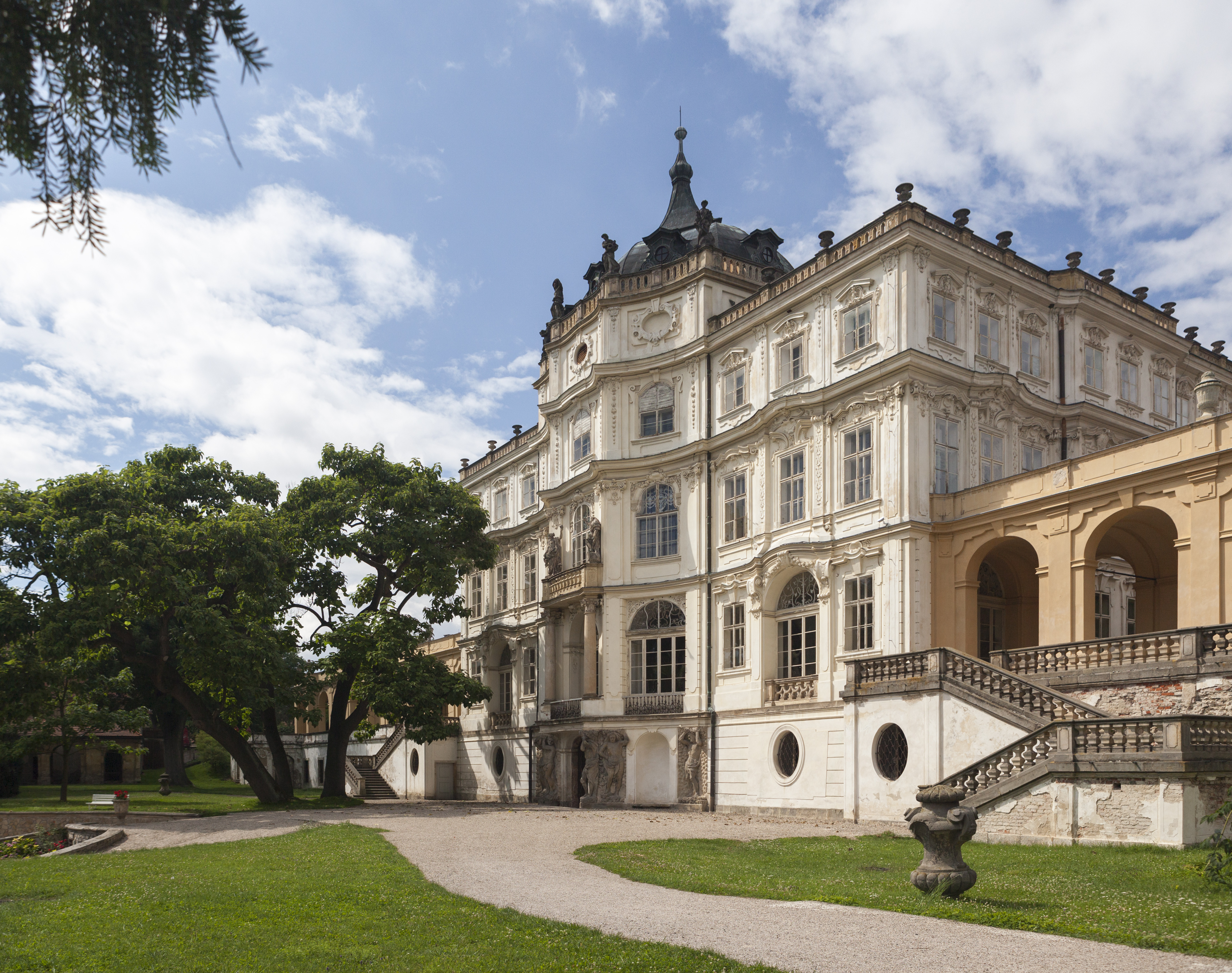
El castillo donde se filmó el vídeo.

El director británico Nigel Dick dirigió el vídeo musical de la versión de Dion, con Simon Archer como director de fotografía y Jaromir Svarc como director de arte. Fue filmado entre el 29 de junio y el 3 de julio de 1996 en el Castillo de Ploskovice, el palacio de verano de los emperadores austríacos, con tomas adicionales de interiores realizadas en los estudios Barandov, ambos ubicados en Praga, República Checa; fue lanzado en julio de 1996. Aunque el Castillo de Ploskovice sirvió como escenario exterior, las áreas más notables mostradas en el vídeo musical son su vestíbulo de entrada, salón de baile y pasillos arqueados. Existen dos versiones de este vídeo musical: la versión completa (de aproximadamente 7:44 minutos de duración) y la versión del sencillo (de aproximadamente 6:00 minutos de duración). Ambas están incluidas en la colección de vídeos en DVD de Dion de 2001 All the Way... A Decade of Song & Video.
El vídeo comienza con un hombre que es arrojado de su motocicleta, después de que un rayo derriba un árbol en su camino, lo que finalmente provoca su muerte. El personaje de Dion es atormentado por la imagen de su amante, a quien ve a través de un espejo, y por imágenes de ellos juntos en marcos de fotos. Hay similitudes estilísticas con el vídeo de Russell Mulcahy para Total Eclipse of the Heart de Steinman, hasta el punto de que Slant Magazine describe el vídeo de Dick como una actualización.

## Impacto y legado
Smooth Radio incluyó «It's All Coming Back to Me Now» en el puesto número 19 de su lista de las «Mejores Baladas de Poder de Todos los Tiempos». Pitchfork clasificó la canción entre las «250 mejores canciones de los años 1990», afirmando: «Dion, la baladista más exitosa de los años 1990, convoca todo el poder de su alma y pulmones para comunicarse con los muertos, mientras el arreglo teatralmente progresivo crece a su alrededor».

## Posicionamiento en listas

### Rendimiento semanal
| Listas (1996–2018)                         | Mejor posición |
| ------------------------------------------ | -------------- |
| Australia (ARIA)                           | 8              |
| Bélgica (Flandes) (Ultratop 50)            | 1              |
| Bélgica (Valonia) (Ultratop 50)            | 10             |
| Canadá (RPM Top Singles)                   | 1              |
| Canadá (Canadian Singles Chart)            | 2              |
| Canadá (The Record Hit Parade Chart)       | 3              |
| Canadá (The Record Contemporary Hit Radio) | 3              |
| Francia (SNEP)                             | 13             |
| Alemania (Offizielle Deutsche Charts)      | 62             |
| Hungría (Single Top 40)                    | 39             |
| Hungría (Rádiós Top 40)                    | 9              |
| Islandia (Íslenski Listinn Topp 40)        | 6              |
| Irlanda (IRMA)                             | 2              |
| Países Bajos (Dutch Top 40)                | 4              |
| Países Bajos (Mega Single Top 100)         | 5              |
| Nueva Zelanda (Recorded Music NZ)          | 8              |
| Quebec (ADISQ)                             | 1              |
| Escocia (Scottish Singles Sales Chart)     | 4              |
| España (Top 40 Radio)                      | 31             |
| Suecia (Sverigetopplistan)                 | 19             |
| Reino Unido (UK Singles Chart)             | 3              |
| Reino Unido (Music Week)                   | 1              |
| Estados Unidos (Billboard Hot 100)         | 2              |
| Estados Unidos (Adult Contemporary)        | 1              |
| Estados Unidos (Adult Top 40)              | 2              |
| Estados Unidos (Hot Dance Club Songs)      | 15             |
| Estados Unidos (Dance Singles Sales)       | 12             |
| Estados Unidos (Mainstream Top 40)         | 1              |
| Estados Unidos (Rhythmic)                  | 16             |

## Certificaciones
| País           | Organismo certificador | Certificación | Ventas certificadas | Ref.   |
| -------------- | ---------------------- | ------------- | ------------------- | ------ |
| Australia      | ARIA                   | Oro           | 35 000              | [ 52 ] |
| Bélgica        | BEA                    | Oro           | 25 000              | [ 53 ] |
| Nueva Zelanda  | RIANZ                  | Oro           | 5 000               | [ 54 ] |
| Reino Unido    | BPI                    | 2× Platino    | 1 200 000           | [ 55 ] |
| Estados Unidos | RIAA                   | 2× Platino    | 2 000               | [ 56 ] |